# جرارد رولان (بازیکن فوتبال)
جرارد رولان (انگلیسی: Gérard Roland؛ زادهٔ ۵ آوریل ۱۹۸۱) بازیکن فوتبال اهل فرانسه است.
از باشگاه‌هایی که در آن بازی کرده‌است می‌توان به باشگاه فوتبال المپیک مارسی و باشگاه فوتبال وارزیم اشاره کرد.